# Trifolium resupinatum
Trèfle de Perse
Espèce
Classification phylogénétique
Statut de conservation UICN

 LC  : Préoccupation mineure
Trifolium resupinatum, le trèfle de Perse ou trèfle renversé, est une espèce de plantes à fleurs du genre Trifolium et de la famille des Fabacées (ou Légumineuses). C'est une plante herbacée prairiale annuelle présente en Europe et en Asie fréquemment utilisée comme fourrage et engrais vert.

## Description
La plante est semi-dressée, proche du Trèfle d'Alexandrie ou berseem (Trifolium alexandrinum L.), mais plus courte. Les tiges sont creuses et se ramifient dans la partie inférieure. Les feuilles sont trifoliées, les folioles sont ovales de 1 à 3 cm de long. Les fleurs sont rose à violet avec une corolle résupinée, d'où le nom resupinatum. Les fruits sont des gousses déhiscentes à graines uniques.

## Statuts de protection, menaces
L'espèce est évaluée comme non préoccupante aux échelons  européen et français.
En France l'espèce se raréfie, elle est classée comme vulnérable (VU) en régions Rhône-Alpes, Basse-Normandie et Midi-Pyrénées.

## Utilisation
Le trèfle de Perse est originaire d'Asie centrale et est maintenant cultivé dans le monde entier.
Il est traditionnellement cultivé au Moyen-Orient, en Asie centrale  et dans le bassin méditerranéen. Dans les régions à hiver doux, il a été remplacé par le trèfle d'Alexandrie  qui a une productivité plus élevée. En France, c'est une culture fourragère mineure qui convient particulièrement aux régions à climat méditerranéen.
Le trèfle de Perse est surtout utilisé pour la pâture et pour le foin. Il est très appètent et a une bonne valeur nutritive. Sa teneur en protéines est élevée. 
Il est souvent utilisé pour les pâturages des terres arides. On le rencontre également dans les prairies et les zones perturbées, les jachères, les bordures de route et les terrains incultes dans les zones sèches.
Il s'adapte aux sols alcalins (avec un pH allant jusqu'à 9), mais préfère un pH d'environ 5. Il est assez tolérant à la salinité. 
Il peut être semé en pur ou en association avec des graminées annuelles.
Il peut convenir pour des pâturages permanents auto-réensemencés, il est alors recommandé d'utiliser des variétés plus petites à graines dures. S'il est destiné à la fauche pour le foin, des variétés hautes sont nécessaires. 
Le trèfle de Perse est également très mellifère.